# Darrin Steele
Darrin Steele (* 20. März 1969 in Moline, Illinois, Vereinigte Staaten) ist ein ehemaliger US-amerikanischer Zehnkämpfer und Bobsportler sowie gegenwärtiger Sportmanager und -funktionär.
Als Zehnkämpfer gewann er eine Bronzemedaille bei der Sommer-Universiade 1993 in Buffalo, als Bobsportler nahm er an den Olympischen Winterspielen 1998 in Nagano und 2002 in Salt Lake City teil. Von 2007 bis 2019 war er Geschäftsführer der United States Bobsled and Skeleton Federation und von 2012 bis 2022 Vizepräsident der International Bobsleigh & Skeleton Federation.

## Leben
Steele wuchs in Sherrard im US-Bundesstaat Illinois auf. Er studierte Wirtschaftswissenschaften an der Eastern Illinois University, wo er von 1989 bis 1992 Teil des Leichtathletikteams Eastern Illinois Panthers track and field war. In dieser Zeit wurde er zweimaliger Mid-Continent Conference Champion im Zehnkampf und errang 1992 Platz 5 bei den NCAA Championships. Dafür wurde er zum Mid-Continent Outdoor Track Athlete of the Year gewählt und kam zu All-America-Ehren. 1992 und 1996 nahm er an den U.S. Olympic Trials im Zehnkampf, den Ausscheidungswettkämpfen für die Teilnahme an den Olympischen Sommerspielen in Barcelona und Atlanta, teil. Er scheiterte jedoch beide Male an der Qualifikation. 1993 nahm er an der Sommer-Universiade in Buffalo teil, wo er die Bronzemedaille im Zehnkampf gewann. Nach der gescheiterten Olympiaqualifikation 1996 wurde Steele zusammen mit seinem Zwillingsbruder Dan von der Scoutingabteilung der United States Bobsled and Skeleton Federation als potentieller Bobfahrer identifiziert und wechselte zum Bobsport.
Er trainierte ab 1996 im Bobsport-Leistungszentrum in Lake Placid und qualifizierte sich für die Olympischen Winterspiele 1998 in Nagano, wo er als Teil der Viererbobmannschaft von Robert Olesen zusammen mit Jim Herberich und John Kasper auf Rang 12 fuhr. 2000 gelang ihm die erneute Qualifikation für die U.S. Olympic Trials im Zehnkampf, für eine Teilnahme an den Olympischen Sommerspielen 2000 in Sydney reichte es jedoch auch im dritten Anlauf nicht. Steele, der Teil des Home Depot Olympian Training Program war, gelang jedoch die Qualifikation für die Olympischen Winterspiele 2002 in Salt Lake City, wo er als Anschieber von Brian Shimer im Zweierbob Rang 9 erzielte. Anders als vier Jahre zuvor wurde er jedoch im Viererbob nicht eingesetzt. Sein Bruder Dan wurde ihm vorgezogen und errang in der Mannschaft von Shimer zusammen mit Douglas Sharp und Mike Kohn die Bronzemedaille.
Seine aktive Karriere beendete Steele nach seiner zweiten Olympiateilnahme mangels weiterer Chance auf eine Olympiaqualifikation im Alter von 33 Jahren. In der Folge arbeitete er für die Baumarktkette The Home Depot, wo er bis Oktober 2006 verschiedene leitende Positionen bekleidete. Nach einer Station als Call-Center-Manager wurde er im Oktober 2007 Geschäftsführer der United States Bobsled and Skeleton Federation. Ein Studium an der University of California schloss er 2008 als Master of Business Administration ab. Von August 2011 bis Mai 2019 war er als Dozent an der University of Colorado at Colorado Springs tätig, wo er 2019 im Bereich Leadership, Research & Policy promovierte. Von 2012 bis 2014 war er Vizepräsident für Kommunikation der International Bobsleigh & Skeleton Federation, von 2014 bis 2022 bekleidete er beim Bob- und Skeletonverband den Posten des Vizepräsidenten für Sport. Den Geschäftsführerposten bei der United States Bobsled and Skeleton Federation übergab er im September 2019 an Aron McGuire, im April 2021 wurde er Athletenberater bei der Win Again Academy. Beim IBSF-Kongress im Juli 2022 unterlag er bei der Wiederwahl für den Posten des Vizepräsidenten für Sport mit 16:22 dem Spanier Ander Mirambell, nachdem er 2018 ohne Gegenkandidaten wiedergewählt worden war.